# جهان عشق (فیلم)
جهان عشق (به انگلیسی: Premaloka) فیلمی محصول سال ۱۹۸۷ و به کارگردانی وی. راویچاندران است. در این فیلم بازیگرانی همچون وی. راویچاندران، جوهی چاولا، آمباریش، اورواشی و مانوراما ایفای نقش کرده‌اند.